# Czerkasskoje Poriecznoje
Czerkasskoje Poriecznoje (ros. Черкасское Поречное) – wieś (ros. село, trb. sieło) w zachodniej Rosji, centrum administracyjne sielsowietu porieczeńskiego w rejonie sudżańskim obwodu kurskiego.

## Geografia
Miejscowość położona jest nad Sudżą (u źródła rzeki Doniec), 16 km od granicy z Ukrainą, 14 km od centrum administracyjnego rejonu (Sudża), 76 km od Kurska.
W granicach miejscowości znajdują się ulice: Batowszczina, Centralnaja, Czeriepowka, Gora, Koczerga, Krasnowszczina, Niz, Szelechowa, Wygonok-1, Wygonok-2.

## Demografia
W 2010 r. miejscowość zamieszkiwało 768 osób.